# Anna Wikland
Anna Wikland är en svensk företagsledare som sedan 2016 är chef för Google i Sverige.
Wikland har en examen i marknadsföringskommunikation från California Lutheran University. Efter några år i USA anställdes hon 2006 av det svenska marknadsföringsföretaget Keybroker där hon sedermera blev VD.
I september 2013 rekryterades hon till Google som affärsområdeschef för detaljhandel, teknologi och telekom. I april 2016 blev hon ny landschef för Google i Sverige. Hon ersatte den tidigare Sverige-VD:n Anders Berglund som blev partner i riskkapitalbolaget Optimizer Invest.

## Källhänvisningar
1. ↑  Reid Hoffman, Linkedin, 5 maj 2003, LinkedIn person-ID: annawikland, läst: 23 december 2021.[källa från Wikidata]
2. ↑  Anna Wikland blir ny chef på Google, Resumé, 12 september 2013
3. ↑  Hon blir chef för Google Sverige, Dagens Media, 18 januari 2018